# Pułk Artylerii Pancernej Kurmark
Pułk Artylerii Pancernej Kurmark, także jako 151 Pułk Artylerii Pancernej (niem. Panzer-Artillerie-Regiment Kurmark, Panzer-Artillerie-Regiment 151) – jeden z niemieckich pułków artylerii pancernej okresu III Rzeszy. Sformowany 26 stycznia 1945 w Guben w III Okręgu Wojskowym. Posiadał tylko 1 batalion. Wchodził w skład Dywizji Grenadierów Pancernych Kurmark.

## Struktura organizacyjna
- sztab pułku
- sztab I batalionu
- 1 bateria
- 2 bateria
- 3 bateria